# Ciekawa rzecz spotkała nas przy młocie Thora
Marvel One-Shot: Ciekawa rzecz spotkała nas przy młocie Thora (oryg. Marvel One-Shot: A Funny Thing Happened on the Way to Thor’s Hammer) – amerykański film krótkometrażowy z 2011 roku produkcji Marvel Studios. Za reżyserię odpowiadał Leythum na podstawie scenariusza Erica Pearsona. W roli głównej wystąpił Clark Gregg. 
Przed wydarzeniami w filmie Thor agent Phil Coulson jedzie do Albuquerque w Nowym Meksyku. Po drodze zatrzymuje się na stacji benzynowej.
Ciekawa rzecz spotkała nas przy młocie Thora wchodzi w skład I Fazy Filmowego Uniwersum Marvela. Jest to drugi film krótkometrażowy z serii Marvel One-Shots. Światowa premiera filmu miała miejsce 25 października 2011 roku równocześnie z wydaniem Blu-ray filmu Kapitan Ameryka: Pierwsze starcie. W Polsce pojawił się on 1 grudnia również jako dodatek do wydania Blu-ray Pierwszego starcia.

## Streszczenie fabuły
Phil Coulson zatrzymuje się na stacji benzynowej w drodze do Albuquerque w Nowym Meksyku. Kiedy Coulson wybiera przekąski na tyłach stacji, dwóch rabusiów wchodzi i żąda od ekspedientki pieniędzy z kasy. Kiedy złodzieje pytają, czyj samochód jest na zewnątrz, Coulson ujawnia się, oddaje klucze i proponuje oddanie również broni. Coulson odwraca uwagę złodziei i pokonuje obu mężczyzn w kilka sekund. Następnie płaci za przekąski, prosząc jednocześnie sprzedawczynię, aby nie wspominała o jego udziale policji.

## Obsada

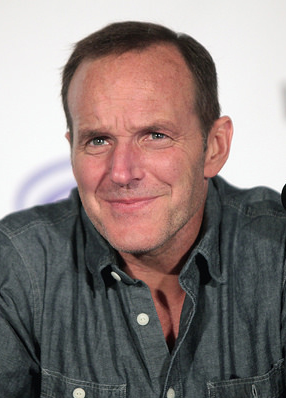
Clark Gregg
(Phil Coulson)

- Clark Gregg jako Phil Coulson, agent T.A.R.C.Z.Y.[4]

W filmie ponadto wystąpili: Jessica Manuel jako ekspedientka na stacji oraz Zach Hudson i Jeff Prewett jako złodzieje.

## Produkcja
W sierpniu 2011 roku Marvel Studios ujawniło plany produkcji kilku krótkometrażówek, Marvel One-Shots, wydanych direct-to-video. Studio uznało krótkometrażówki, stanowiące odrębną historię, za sposób na eksperymentowanie z postaciami i pomysłami, jak i również rozszerzenie Filmowego Uniwersum Marvela. Zapowiedziano wtedy film Ciekawa rzecz spotkała nas przy młocie Thora (oryg. A Funny Thing Happened on the Way to Thor’s Hammer) w reżyserii Leythuma i ze scenariuszem Erica Pearsona. Ujawniono też, że Clark Gregg powtórzy swoją rolę jako agenta Phila Coulsona.
Zdjęcia do krótkometrażówki zrealizowano w ciągu dwóch–trzech dni. Odpowiadał za nie David Myrick, scenografię przygotował David Courtemarche, a kostiumy zaprojektowała Heather Chaffee. Montażem zajęli się Gabriel Britz i David Brodie, a muzykę skomponował Paul Oakenfold.

## Wydanie
Światowa premiera filmu Marvel One-Shot: Ciekawa rzecz spotkała nas przy młocie Thora miała miejsce 25 października 2011 roku równocześnie z Blu-rayem filmu Kapitan Ameryka: Pierwsze starcie w Stanach Zjednoczonych, wydanym przez Paramount Home Media Distribution. W Polsce pojawił się on 1 grudnia również jako dodatek na Blu-rayu Pierwszego starcia, który został wydany przez Imperial CinePix.
Od 21 stycznia 2022 roku Ciekawa rzecz spotkała nas przy młocie Thora została udostępniona na Disney+ jako część kolekcji Marvel One-Shots i produkcja należąca do I Fazy Filmowego Uniwersum Marvela.

## Odbiór

### Krytyka w mediach
Zachary Scheer z Cinema Blend stwierdził, że krótkometrażówka jest „tak banalna jak sam tytuł. Są to cztery minuty, w których Coulson (...) wykonuje niepotrzebne akrobacje w zwolnionym tempie, później zatrzymuje się, aby rozważyć coś, co rozważyliby normalni ludzie – na przykład jakie pączki kupić”. Caleb Goellner z Comics Alliance napisał: „No cóż, zalicz mnie do obozu pro-Coulsona. Od tej chwili będę się do niego odnosił tylko w samych superlatywach”. Kevin Jagernauth z Indie Wire stwierdził, że „urok Gregga sprawia, że (krótkometrażówka) jest wystarczająco przyjemna (...) supernerdowie będą zadowoleni”.